# Majidae
Famille
Les Majidae (du latin majo, « mai », nom donné par Carl von Linné en raison de leur abondance saisonnière au mois de mai), sont une famille de crabes. Elle comprend plus de 200 espèces actuelles et une cinquantaine de fossiles dans 52 genres dont cinq fossiles.

## Liste des genres
Selon World Register of Marine Species (25 février 2015) :
- sous-famille Eurynolambrinae Števčić, 1994
  - Eurynolambrus H. Milne Edwards & Lucas, 1841
- sous-famille Majinae Samouelle, 1819
  - Ageitomaia Griffin & Tranter, 1986
  - Anacinetops Miers, 1879
  - Choniognathus Rathbun, 1932
  - Cyclax Dana, 1851
  - Entomonyx Miers, 1884
  - Eurynome Leach, 1814
  - Jacquinotia Rathbun, 1915
  - Kasagia Richer de Forges & Ng, 2007
  - Kimbla Griffin & Tranter, 1986
  - Leptomithrax Miers, 1876
  - Maiopsis Faxon, 1893
  - Maja Lamarck, 1801 - Araignée de mer  au sens strict
  - Majella Ortmann, 1893
  - Microhalimus Haswell, 1880
  - Naxia Latreille, 1825
  - Notomithrax Griffin, 1963
  - Paraentomonyx Sakai, 1983
  - Paramithrax H. Milne Edwards, 1837
  - Pippacirama Griffin & Tranter, 1986
  - Prismatopus Ward, 1933
  - Schizophroida Sakai, 1933
  - Schizophrys White, 1848
  - Seiitaoides Griffin & Tranter, 1986
  - Temnonotus A. Milne-Edwards, 1875
  - Teratomaia Griffin & Tranter, 1986
  - Thersandrus Rathbun, 1897
  - Tumulosternum McCulloch, 1913
  - †Wilsonimaia Blow & Manning, 1996
- sous-famille Mithracinae MacLeay, 1838
  - Ala Lockington, 1877
  - Coelocerus A. Milne-Edwards, 1875
  - Cyclocoeloma Miers, 1880
  - Cyphocarcinus A. Milne-Edwards, 1868
  - Leptopisa Stimpson, 1871
  - Macrocoeloma Miers, 1879
  - Micippa Leach, 1817
  - Microphrys Milne Edwards, 1851
  - Mithraculus White, 1847
  - Mithrax Desmarest, 1823
  - Nemausa A. Milne-Edwards, 1875
  - Paranaxia Rathbun, 1924
  - Picroceroides Miers, 1886
  - Stenocionops Desmarest, 1823
  - Teleophrys Stimpson, 1860
  - Thoe Bell, 1836
  - Tiarinia Dana, 1851
  - †Antarctomithrax Feldmann, 1994
- sous-famille Planoterginae Števčić, 1991
  - Hemus A. Milne-Edwards, 1875
  - Planotergum Balss, 1935
- sous-famille †Micromaiinae Beurlen, 1930
  - †Micromaia Bittner, 1875
  - †Mithracia Bell, 1858
  - †Pisomaja Lőrenthey, in Lőrenthey & Beurlen, 1929

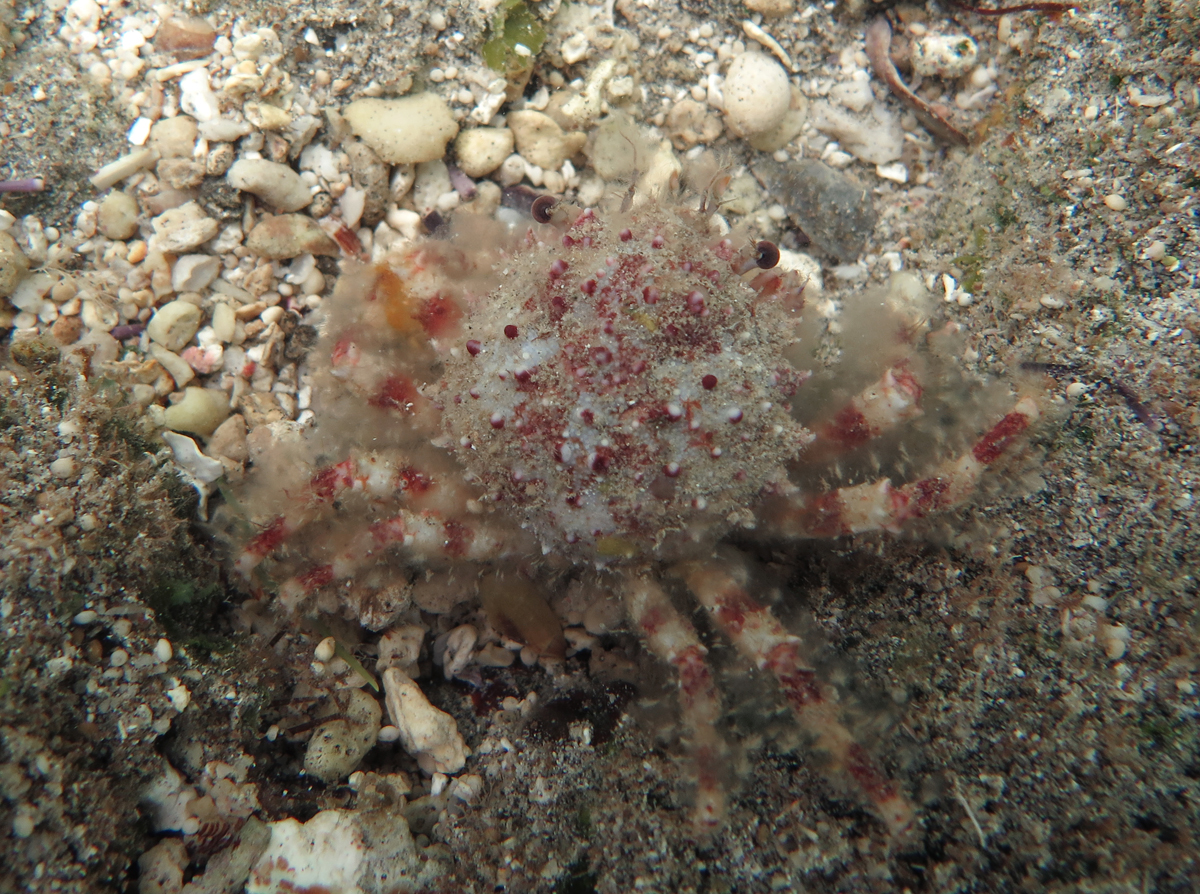
'Cyclax suborbicularis
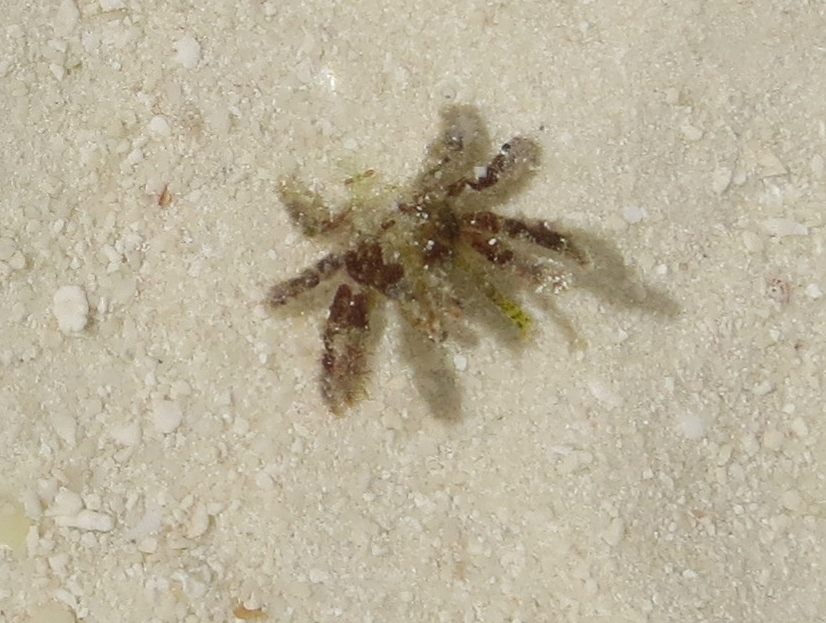
Cyclocoeloma tuberculata (identification à confirmer)
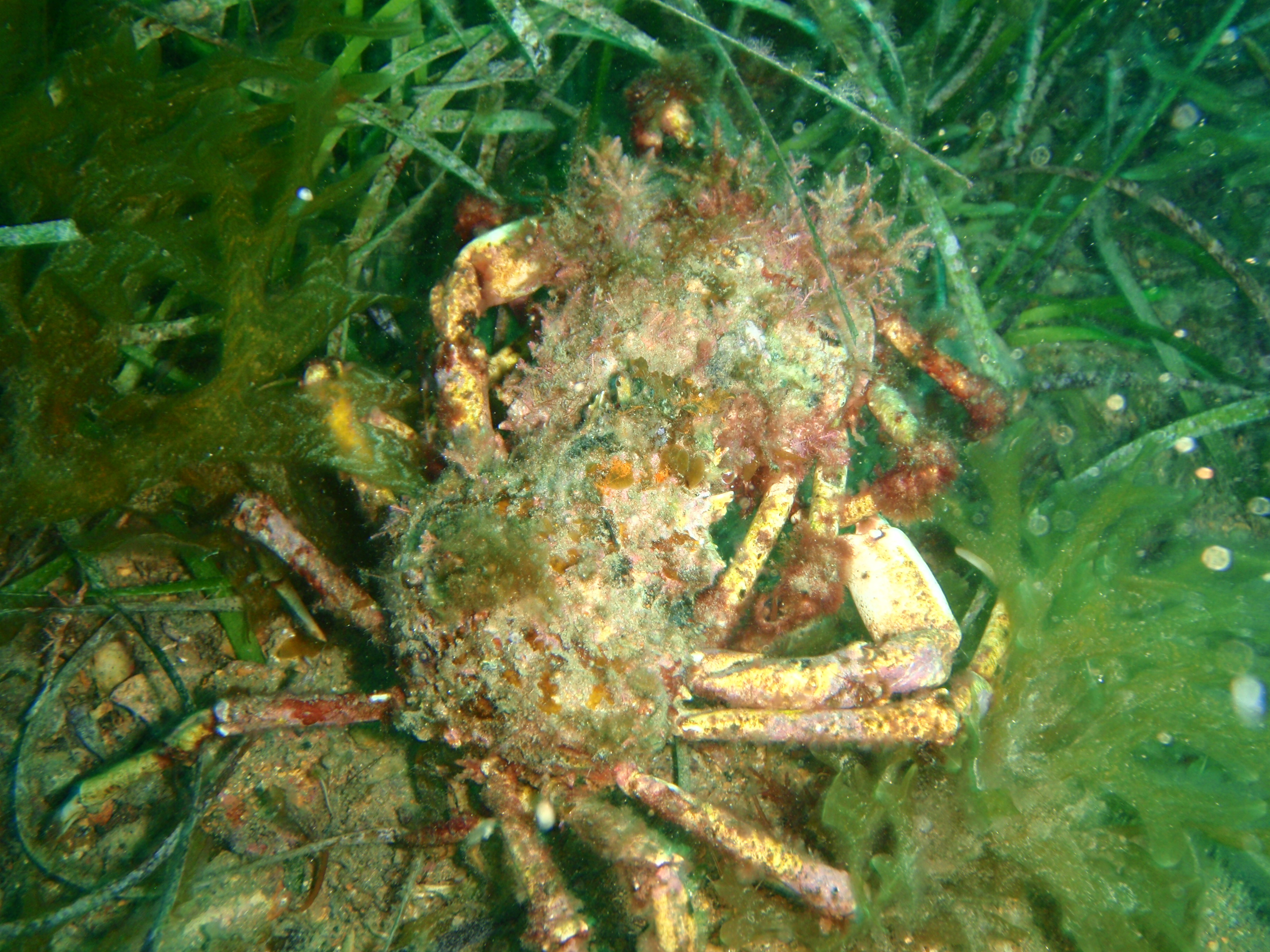
Leptomithrax gaimardii
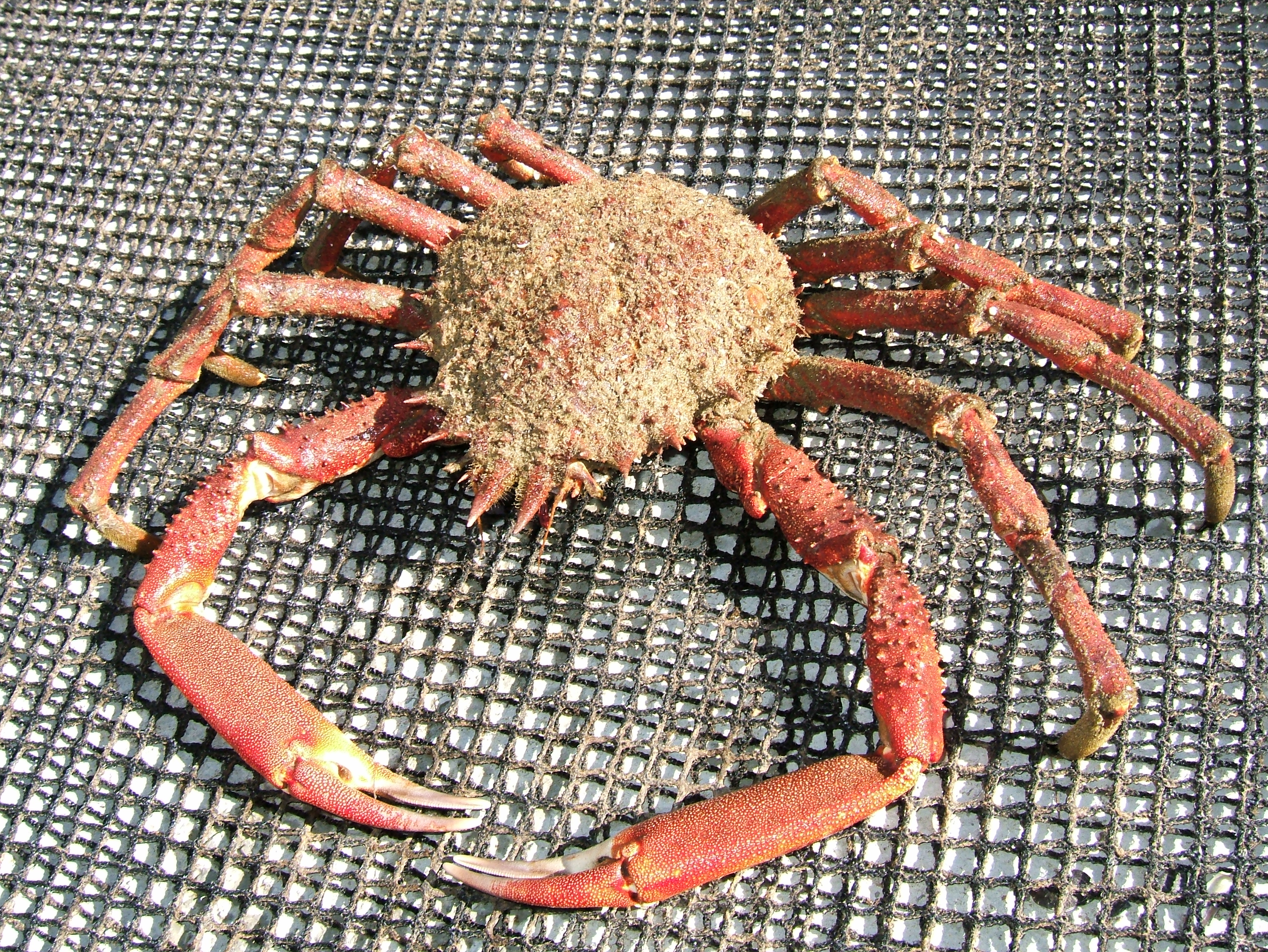
Maja squinado
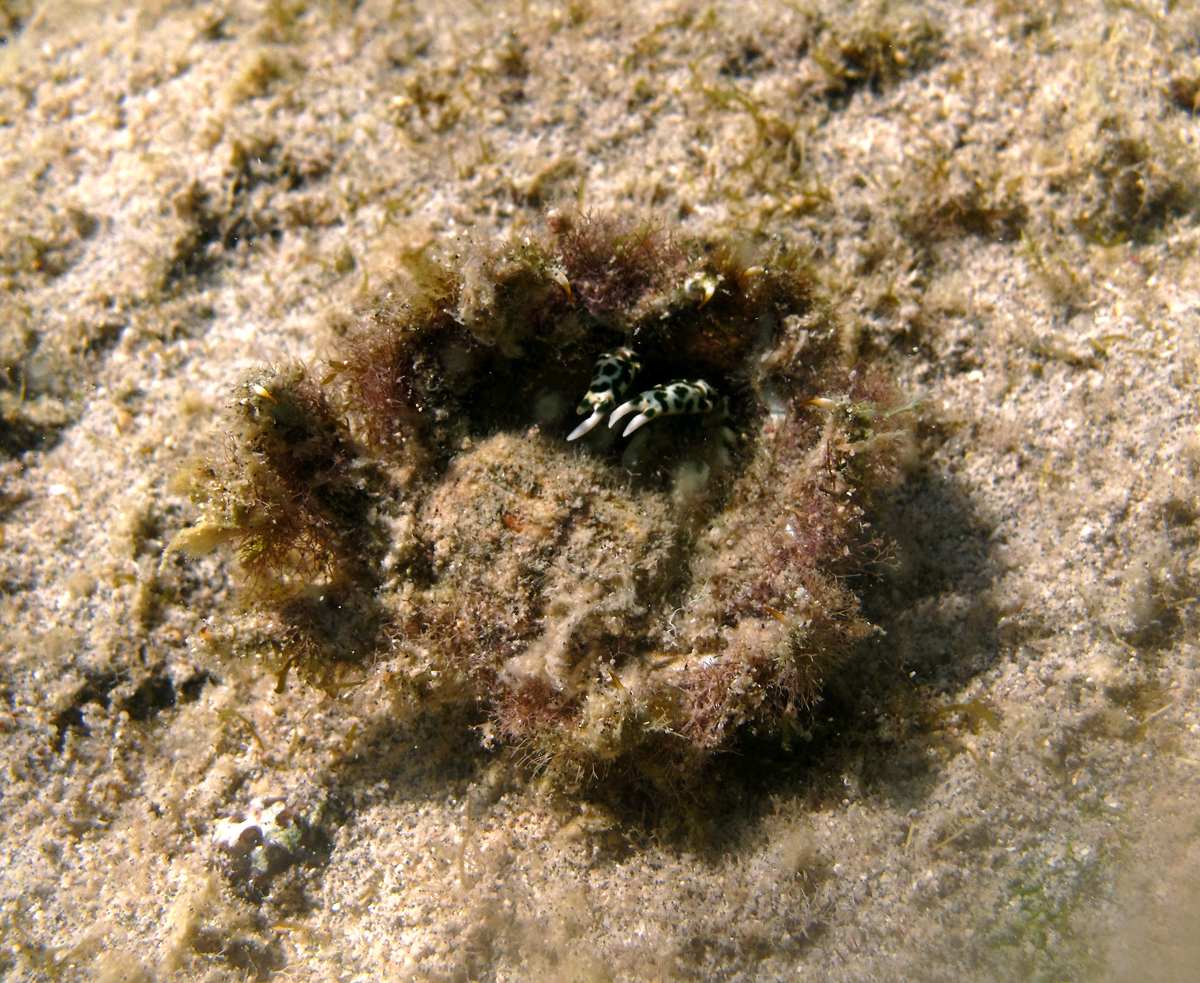
Micippa platipes (sur le dos)
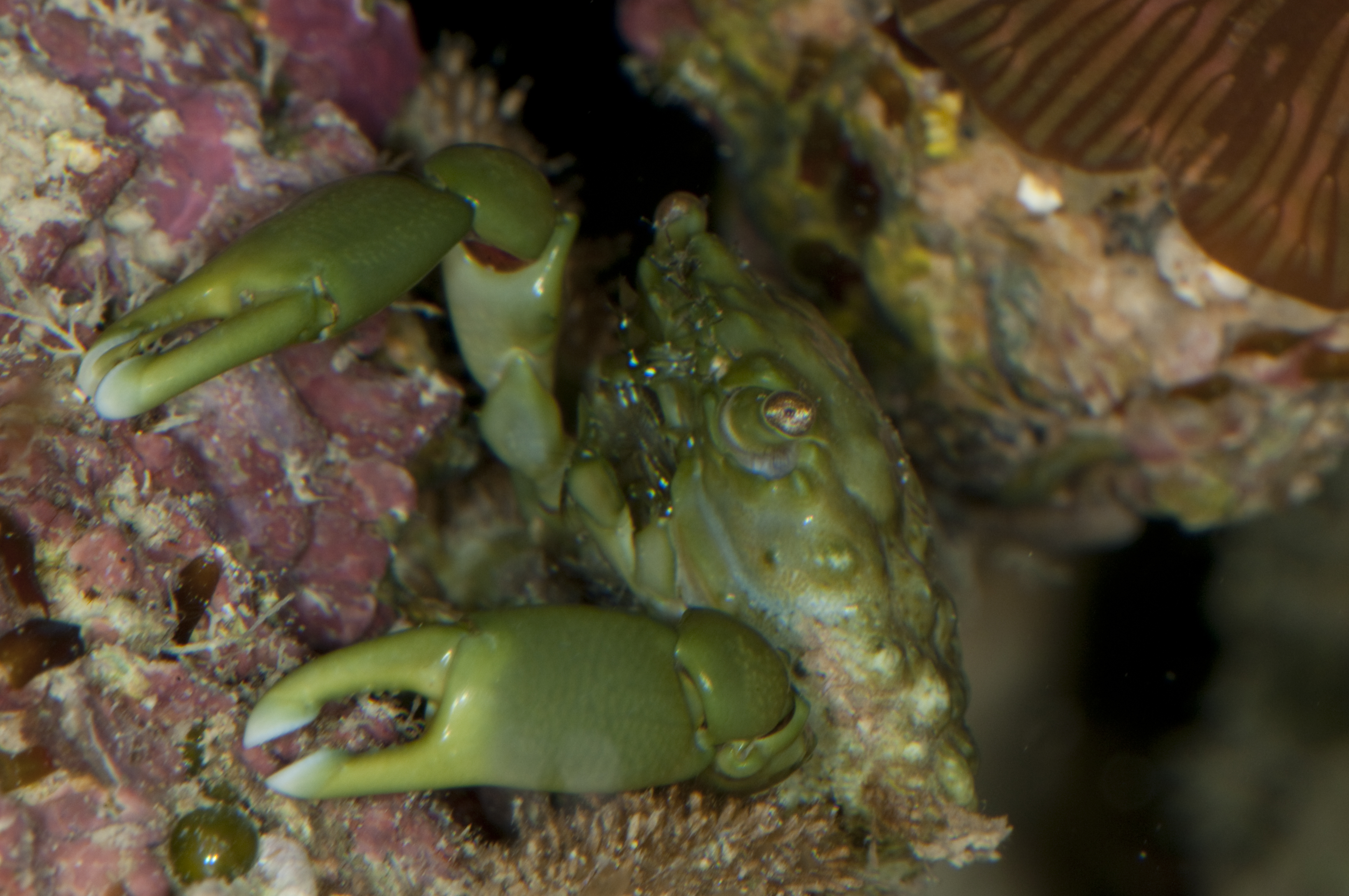
Mithraculus sculptus
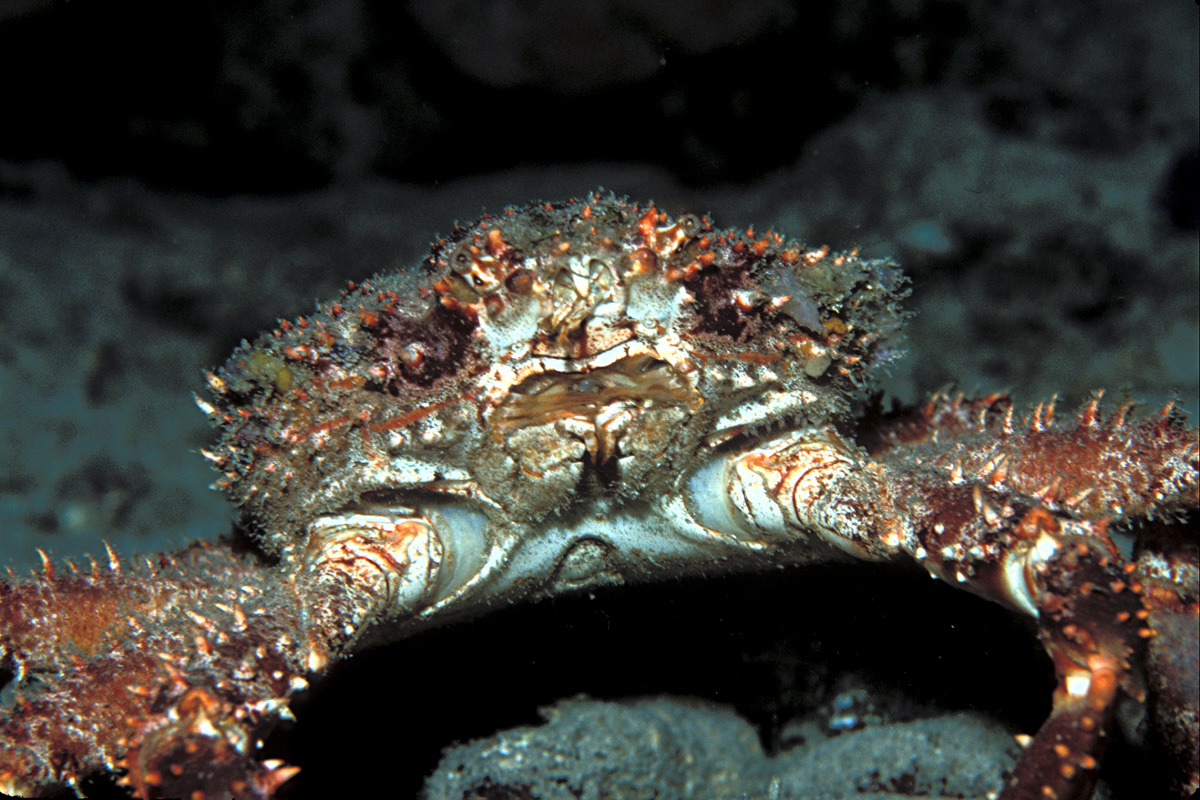
Mithrax pilosus
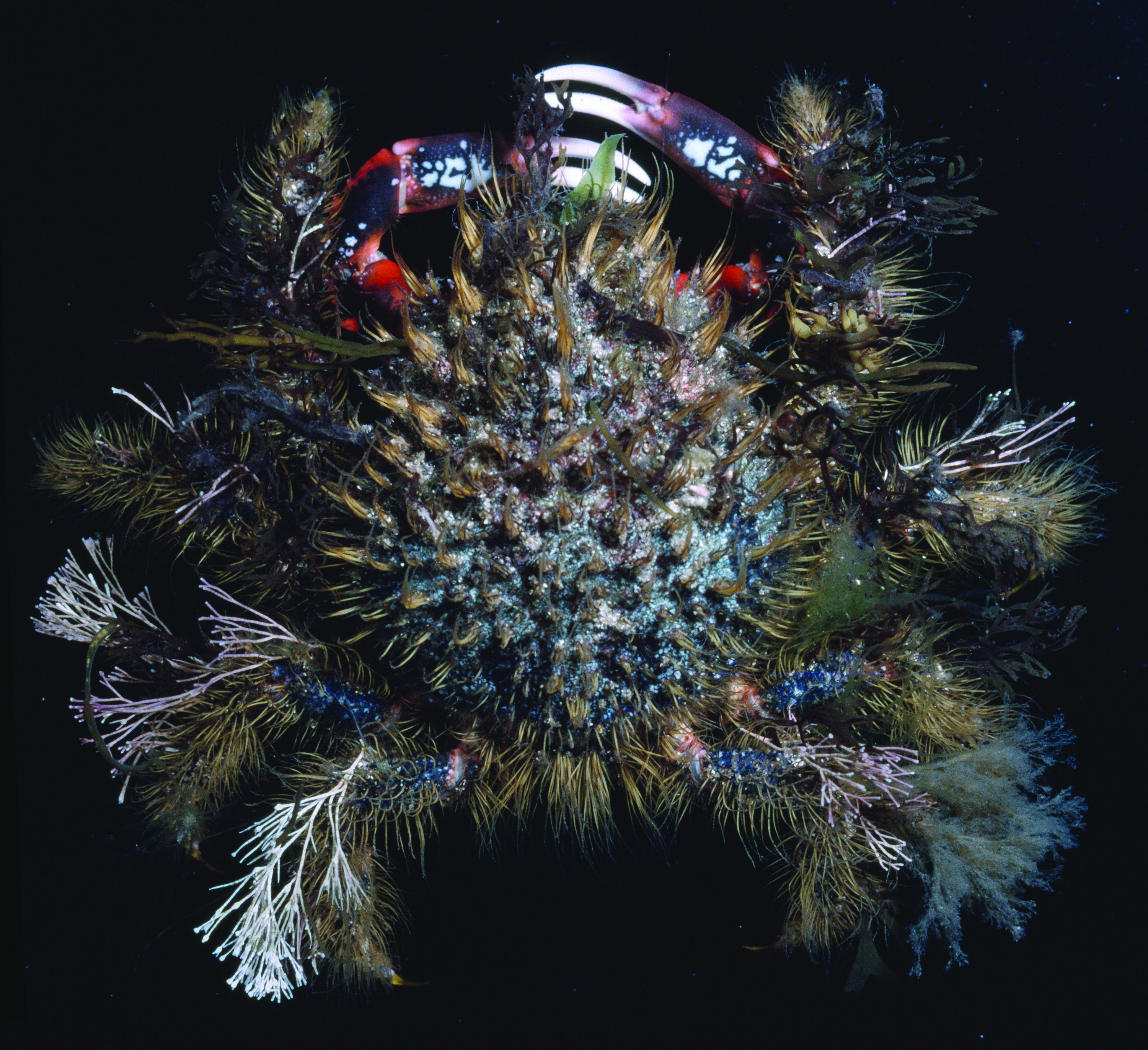
Notomithrax ursus

## Sources
- Ng, Guinot & Davie, 2008 : Systema Brachyurorum: Part I. An annotated checklist of extant brachyuran crabs of the world. Raffles Bulletin of Zoology Supplement, n. 17, p. 1–286.
- De Grave & al., 2009 : A Classification of Living and Fossil Genera of Decapod Crustaceans. Raffles Bulletin of Zoology Supplement, n. 21, p. 1-109.
- Samouelle, 1819 : The entomologist’s useful compendium; or an introduction to the knowledge of British insects, comprising the best means of obtaining and preserving them, and a description of the apparatus generally used; together with the genera of Linné, and the modern method of arranging the classes Crustacea, Myriapoda, Spiders, Mites and Insects, from their affinities and structure, according to the views of Dr. Leach. Also an explanation of the terms used in entomology; a calendar of the times of appearance and usual situations of near 3,000 species of British insects; with instructions for collecting and fitting up objects for the microscope. London. p. 1-496 (texte original).